# Палата общин Канады
Пала́та о́бщин (англ. House of Commons of Canada, фр. Chambre des communes du Canada) — одна из составляющих Парламента Канады наряду с Сенатом и Монархом (представленным генерал-губернатором). Палата общин — это демократически избираемая палата, состоящая из 343 депутатов. Депутаты избираются на ограниченный срок, сохраняя своё место до роспуска легислатуры (по прошествии не более чем пяти лет). Каждый депутат представляет один из избирательных округов страны.
Палата общин была учреждена в 1867, когда Акт о Британской Северной Америке 1867 образовал Доминион Канада, и имела в качестве образца британскую Палату общин. Хотя и являясь технически нижней палатой парламента, Палата общин в действительности обладает намного большей властью, чем верхняя палата — Сенат. Для того чтобы стать законом, законопроект должен быть принят обеими палатами; однако очень редко закон, за который проголосовали в Палате общин, отклоняется Сенатом. К тому же, правительство Канады отвечает лишь перед Палатой общин, а премьер-министр остаётся в должности, лишь пока он или она сохраняет поддержку нижней палаты.
Слово «общины» означает «группы лиц, живущих в одном месте, районе и т. п.». Канада — единственная наряду с Соединённым королевством страна, использующая выражение «Палата общин» для нижней палаты парламента. Палата общин Канады располагается на Парламентском холме в Оттаве, в Онтарио.

## История
Палата общин была основана в 1867, когда Парламент Соединённого королевства проголосовал за Акт о Британской Северной Америке, объединяющий провинцию Канада (которая была разделена на две провинции Онтарио и Квебек), Новую Шотландию и Нью-Брансуик в единую федерацию, названную «Dominion of Canada» (владение Канада). Новый Парламент Канады состоял из Короны (представленной генерал-губернатором), Сената и Палаты общин. Парламент Канады был образован по Вестминстерскому образцу (то есть по образцу Парламента Соединённого королевства); тем не менее, в отличие от британского Парламента полномочия Парламента Канады были ограничены, потому что ряд полномочий был предоставлен исключительно провинциальным законодательным собраниям. Парламент Канады также продолжал подчиняться британскому Парламенту — высшей законодательной власти всей Британской империи. В 1931 Вестминстерский статут предоставил ему более широкое самоуправление, положив конец всякому британскому вмешательству в канадские дела. Полное самоуправление было предоставлено лишь Актом о Канаде 1982, по которому Парламент Соединённого королевства полностью отказался от законодательной власти в Канаде.

## Депутаты и выборы
Палата общин состоит из 338 депутатов, каждый из которых представляет один избирательный округ (называемый иногда графством). Закон требует наличия не менее чем 282 округов; в настоящее время их 338. Распределение мест среди провинций производится соразмерно с численностью их населения, определяемой переписью каждые десять лет, и подвергается следующим конституционным исключениям: во-первых, «сенаторская оговорка» обеспечивает каждой провинции столько же депутатов, сколько она имеет сенаторов; во-вторых, «оговорка приобретённых прав» обеспечивает каждой провинции столько депутатов, сколько она имела в 1976 или 1985; в-третьих, ни одна провинция не может потерять более 15 % своих депутатов после очередной десятилетней переписи.
Вследствие этих трёх поправок малые провинции и провинции, пережившие относительный спад своей численности населения, перепредставлены в Палате. Лишь Онтарио, Британская Колумбия и Альберта — провинция с самым быстрым ростом численности населения — представлены более или менее пропорционально численности их населения. Проводить границы округов обязаны комитеты, но их предложения подлежат парламентскому одобрению. Территориальное представительство не зависит от численности населения; каждая территория имеет право лишь на одно место. Представительство в Палате общин в сжатой форме изложено в таблице ниже:
| Провинция или территория   | Минимальное число мест по Конституционному акту 1867 | Расчёты        | Расчёты                     | Расчёты          | Расчёты         | Расчёты    | Избирательный коэффициент |
| Провинция или территория   | Минимальное число мест по Конституционному акту 1867 | Население 2011 | Государственный коэффициент | Округлённый итог | Особые оговорки | Итого      | Избирательный коэффициент |
| -------------------------- | ---------------------------------------------------- | -------------- | --------------------------- | ---------------- | --------------- | ---------- | ------------------------- |
| Ньюфаундленд и Лабрадор    | 7                                                    | 510 578        | 111 166                     | 5                | 2               | 7          | 72 940                    |
| Остров Принца Эдуарда      | 4                                                    | 145 855        | 111 166                     | 2                | 2               | 4          | 36 464                    |
| Новая Шотландия            | 11                                                   | 945 437        | 111 166                     | 9                | 2               | 11         | 85 958                    |
| Нью-Брансуик               | 10                                                   | 755 455        | 111 166                     | 7                | 3               | 10         | 75 546                    |
| Квебек                     | 75                                                   | 7 979 663      | 111 166                     | 72               | 7               | (75→) 78   | 102,303                   |
| Онтарио                    | 95                                                   | 13 372 996     | 111 166                     | 121              | 0               | (106→) 121 | 110 521                   |
| Манитоба                   | 14                                                   | 1 250 574      | 111 166                     | 12               | 2               | 14         | 89 327                    |
| Саскачеван                 | 14                                                   | 1 057 884      | 111 166                     | 10               | 4               | 14         | 75 563                    |
| Альберта                   | 21                                                   | 3 779 353      | 111 166                     | 34               | 0               | (28→) 34   | 111 157                   |
| Британская Колумбия        | 28                                                   | 4 573 321      | 111 166                     | 42               | 0               | (36→) 42   | 108 889                   |
| Нунавут                    | 1                                                    | 33 322         | -                           | -                | -               | 1          | 33 322                    |
| Северо-Западные территории | 1                                                    | 43 675         | -                           | -                | -               | 1          | 43 675                    |
| Юкон                       | 1                                                    | 34 666         | -                           | -                | -               | 1          | 34 666                    |
| ИТОГО                      | 282                                                  | 34 482 779     |                             |                  |                 | (308→) 338 |                           |

(→ рост в сравнении с предыдущими выборами)
Источник: Избирательная служба Канады
Всеобщие выборы проходят, когда генерал-губернатор распускает Парламент. Дата обычно выбирается премьер-министром; тем не менее, парламентский срок не может длиться более пяти лет. В канадских законах оговорено, что всякие федеральные выборы должны проходить в понедельник (помимо праздничных каникул), а предвыборная кампания должна длиться не менее 36 дней. Кандидаты обычно назначаются политическими партиями. Кандидат может выставить себя в качестве независимого. Хотя такие кандидаты редко выигрывают выборы, постоянно независимому Андре Артюру удавалось выигрывать в округе Квебека в 2006 и 2008 гг. До этого последним независимым был Жиль Дюсеп, выигравший частичные выборы в 1990; однако Жиль Дюсеп официозно представлял Квебекский блок, который в то время не был официально зарегистрирован Избирательной службой Канады в качестве политической партии. Ещё один независимый выиграл выборы в 2004: Чак Кэдмен, представлявший свой округ Северный Сюррей в Сюррее (Британская Колумбия), уже избиравшийся членом Реформистской партии (в 1997), а позднее — Канадского альянса (в 2000).
Чтобы добиться места в Палате общин, кандидаты должны представить документы о назначении с подписями не менее чем 50—100 избирателей (в зависимости от размера избирательного графства). Каждый округ избирает одного депутата; используется мажоритарная система голосования за одного кандидата в один тур, в соответствии с которой побеждает кандидат, получивший относительное большинство голосов. Чтобы обладать избирательным правом, необходимо быть канадским гражданином не моложе восемнадцати лет.
Будучи избранным, депутат обычно продолжает заседать до следующего роспуска Парламента. Если депутат перестаёт соответствовать квалификациям или уходит в отставку, его место снова становится свободным. Из Палаты общин депутата можно исключить, но это полномочие используется, лишь когда депутат виновен в тяжёлом опасном поступке или уголовной деятельности. В каждом случае свободное место может быть занято путём частичного голосования в соответствующем округе. На частичных выборах используется та же система голосования за одного кандидата в один тур, как и на всеобщих.
Годовая заработная плата депутата по состоянию на 2005 составляет 144 000 $; депутат может получать добавочную плату, в соответствии с другими должностями, которые они занимают (например, председателя Палаты). В порядке старшинства депутаты идут непосредственно после сенаторов.

## Квалификации
В силу Конституционного акта 1867 квалификации депутатов Палаты общин уполномочен определять Парламент. Современные квалификации изложены в Избирательном законе Канады, принятом в 2000. По этому закону лицо, чтобы выставить свою кандидатуру, на время или день назначения должно обладать избирательным правом. Таким образом, несовершеннолетние и лица, не имеющие канадского гражданства не имеют права становиться кандидатами. Выставлять свою кандидатуру Избирательный закон Канады запрещает также лицам, заключённым в тюрьму. К тому же, лица, признанные виновными в преступлениях, связанных с выборами, не имеют права быть депутатами в течение пяти лет (в некоторых случаях и семи) после их осуждения.
Выставлять свою кандидатуру закон запрещает некоторым должностным лицам. Это депутаты провинциальных или территориальных законодательных собраний, шерифы, прокуроры Короны, большинство судей и избирательные служащие. Главному руководителю выборов и заместителю главного руководителя выборов (управляющие Избирательной службы Канады — федерального агентства, отвечающего за проведение выборов) запрещено не только выставлять свою кандидатуру, но и голосовать. Наконец, в силу Конституционного акта 1867 сенатор также не может стать депутатом.

## Должностные лица
Палата общин избирает председателя (англ. Speaker, фр. Président) в начале каждой парламентской сессии и когда появляется соответствующая вакансия. Раньше председателя назначал премьер-министр; хотя Палата и должна была голосовать по этому вопросу, голосование было лишь формальностью. Однако с 1986 Палата избирает председателя тайным голосованием. Председателю помогает заместитель председателя, носящий также звание председателя пленарных комитетов. Также председательствуют два других помощника — заместитель председателя пленарных комитетов и помощник заместителя председателя пленарных комитетов. Обязанности председательствования в Палате разделены между четырьмя вышеназванными должностными лицами; тем не менее, председатель обычно руководит прениями в периоды вопросов и наиболее важных прений.
Председатель наблюдает за ежедневной деятельностью Палаты и управляет прениями, предоставляя депутатам слово. Если депутат считает, что Устав был нарушен, он или она может сделать «призыв к уставу», по которому председатель должен вынести решение, не подлежащее обсуждению или обжалованиям. Председатель может также наводить порядок среди депутатов, не соблюдающих правила Палаты. Во время председательства он должен оставаться беспристрастным. Председатель также наблюдает за управлением палатой. В настоящее время председателем Палаты общин Канады является почтенный депутат Энтони Рота.
Член правительства, вносящий законопроекты в Палату, именуется лидером правительства в Палате общин (Канада). Лидер правительства в Палате — это депутат, выбранный премьер-министром. Лидер составляет расписание Палаты общин и старается обеспечить себе поддержку оппозицией законодательных планов правительства.
Должностные лица Палаты, не являющимися депутатами,— секретарь, помощник секретаря, правовой секретарь, парламентский советник и ряд других секретарей. С этими должностными лицами председатель и депутаты советуются по поводу правил и проведения заседаний Палаты. Другое важное должностное лицо — парламентский пристав, чьи обязанности заключаются в поддержании порядка и безопасности на местах. Также парламентский пристав на каждом заседании переносит в Палату церемониальную булаву — символ власти Короны и Палаты общин. Булава находится на столе Палаты общин на протяжении всего заседания. В Палате служат также парламентские пажи, доставляющие депутатам в Палате послания и постоянно присутствующие в Палате.

## Процедуры
Как и Сенат, Палата общин собирается на Парламентском холме в Оттаве.
Зал Палаты общин скромно убран в зелёных оттенках, что противоположно более роскошному украшению красного зала Сената. Устройство помещения подобно устройству британской Палаты общин. Места равно распределены по обеим сторонам зала на расстоянии в два с половиной меча друг от друга. Кресло председателя находится в конце зала; перед креслом стоит стол Палаты, на котором располагается церемониальная булава. Различные «стольные должностные лица» — секретари и другие — сидят за столом, готовые дать председателю совет насчёт процедуры, когда это окажется необходимым. Члены правительства располагаются справа от председателя, тогда как члены оппозиции занимают сиденья слева от него. Министры правительства располагаются около премьер-министра, который традиционно занимает 11-е место в первом ряду справа от председателя. Лидер официальной оппозиции сидит непосредственно напротив премьер-министра в окружении своего несуществующего кабинета, критиков министерских портфелей. Главы остающихся партий заседают в переднем ряду. Другие депутаты, не исполняющие никаких особых обязанностей, именуются «депутатами с задней скамьи».
Палата обычно заседает с понедельника по пятницу. Заседания Палаты открыты для зрителей. Расписание из года в год меняется и может быть поправлено в соответствии с нуждами Палаты общин. Прения передаются по радио и телевидению на канале CPAC (Cable Public Affairs Channel, концерн канадских кабельных телекомпаний). Они также приводятся в парламентском отчёте — официальном отчёте парламентских прений.
Конституционный акт 1867 устанавливает для Палаты общин кворум в 20 депутатов (включая председателя). Каждый депутат может потребовать пересчёт депутатов для проверки наличия кворума; однако, если председатель насчитывает в зале определённо меньше двадцати депутатов, он приказывает звонить в колокола, чтобы другие депутаты в Парламентском городке могли вернуться в зал. Если после второго пересчёта кворум по-прежнему не достигнут, председатель должен перенести заседание на следующий рабочий день.
Во время прений депутаты могут взять слово, лишь если председатель (или заместитель председателя) им его предоставляет. Председатель отвечает за то, чтобы депутаты от всех партий имели возможность быть выслушанными. Также председатель определяет, кто имеет право высказаться в том случае, если двое или более депутатов встают одновременно, но его решение может быть изменено Палатой. До начала обсуждения предложение должно быть представлено одним депутатом и поддержано другим; тем не менее, некоторые предложения не подлежат обсуждению.
Выступление может быть изложено на любом из официальных языков Канады (английском и французском). Депутаты должны обращаться к председательствующему должностному лицу, а не к Палате, используя слова «господин председатель» (Mr. Speaker, Monsieur le Président) или «госпожа председатель» (Madam Speaker, Madame la Présidente). Они должны говорить о других депутатах в третьем лице. По традиции депутаты упоминаются не по своему имени, а по названию своего округа; например, «почтенный член от [избирательный округ]».
Председатель вводит в действие устав Палаты и может предупреждать и наказывать депутатов, не соблюдающих его. Пренебрежение указаниями председателя является грубым нарушением устава Палаты и может привести к временному отстранению виновного депутата от должности.
Ни один депутат не может взять слово более одного раза по одному и тому же вопросу (если не считать, что тот, кто выдвигает предложение, имеет право на одно выступление в начале обсуждения и ещё на одно — в конце). К тому же, запрещены навязчиво повторяющиеся и дерзкие слова; депутату, произносящему такие слова, председательствующее должностное лицо может приказать прекратить говорить. Устав Палаты общин предписывает ограниченное время для выступления. Ограничения зависят от сути предложения, но обычно составляют от десяти до двадцати минут. Однако при некоторых обстоятельствах премьер-министр, лидер официальной оппозиции и другие лица могут позволить себе более продолжительные выступления. Кроме того, обсуждение может быть сокращено голосованием по предложению о дополнительном времени. Палата может также быстро окончить обсуждение, проголосовав за заключительное предложение (называемое также «кляпом» или «гильотиной»).
По обсуждении предложение выносится на голосование. Сначала Палата голосует вслух: председатель задаёт вопрос, а депутаты отвечают либо «да» (в пользу предложения), либо «нет» (против предложения). После этого председатель объявляет итог голосования словами «да» или «нет», но пять или более депутатов могут не согласиться с ним и требовать поимённого голосования. Если обнаруживается равенство голосов, председатель или заместитель председателя должен отдать и свой голос. Если число голосующих членов с учётом председателя не достигает двадцати, то кворума нет и голосование недействительно.
Исход большинства голосований известен заранее, поскольку политические партии обычно говорят своим членам, как голосовать. Одному депутату, называемому whip (кнут), партия обычно поручает обеспечивать, чтобы все депутаты партии голосовали сообразно с желаемой линией. Депутаты очень редко голосуют вразрез с этими указаниями, поскольку те, кто это делает, имеют очень мало шансов получить повышение в своей партии. Поэтому независимость депутатов крайне незначительна, и «восстания задних рядов» в лице депутатов, недовольных политикой своей партии, достаточно редки. Тем не менее, в некоторых округах партии объявляют «свободные голосования», позволяющие депутатам голосовать по своему усмотрению.

## Комитеты
Комитеты в парламенте Канады служат многим целям. Комитеты подробно изучают законопроекты и могут вносить в них поправки. Другие комитеты внимательно следят за различными агентствами и министерствами правительства.
Крупнейшими комитетами Палаты общин являются пленарные комитеты, которые, как и заставляет думать их название, включают всех депутатов Палаты. Пленарный комитет собирается в зале Палаты, но использует слегка изменённые правила обсуждения. (Например, депутат может выступить более одного раза по одному предложению в пленарном комитете, а не во время обычной сессии Палаты). В качестве председателя Палаты общин выступает председатель, заместитель председателя или помощник заместителя председателя пленарных комитетов. На пленарный комитет Палата собирается, чтобы обсудить кредитные законопроекты и иногда другие виды законопроектов.
В Палате общин существует и ряд постоянных комитетов, каждый из которых отвечает за определённую часть управления (например, финансы или транспорт). Эти комитеты проверяют соответствующие правительственные ведомства и могут проводить общественные заседания и собирать свидетельства правительственных работ. Постоянные комитеты также могут изучать и изменять законопроекты. Каждый постоянный комитет состоит из шестнадцати — восемнадцати членов и избирает своего собственного председателя.
Некоторые законопроекты изучаются законодательными комитетами, каждый из которых состоит не более чем из пятнадцати членов. Состав каждого законодательного комитета примерно отражает значение партий в Палате. Законодательный комитет создаётся в каждом отдельном случае для изучения и изменения особого законопроекта. Большинство законопроектов, однако, передаются на рассмотрение скорее постоянным комитетам, чем законодательным.
Палата может также создавать специальные комитеты для изучения вопросов, отличных от законопроектов. Эти комитеты называются особыми. Каждый особый комитет может состоять самое большее из пятнадцати членов, как и законодательный комитет. Также существуют смешанные комитеты, включающие в себя депутатов и сенаторов одновременно; эти комитеты могут проводить заседания и проверять правительство, но не исправляют законопроекты.

## Законодательные полномочия
Хотя законопроекты могут быть внесены в обеих палатах, большинство законопроектов возникает в Палате общин.
В соответствии с британским образцом лишь нижняя палата может вносить законопроекты, касающиеся налогов и сборов или использования общественных средств. Это ограничение власти Сената не простой согласованный вопрос: оно чётко прописано в Конституционном акте 1867. Теоретически же полномочия двух палат парламента равны; они обе должны утвердить законопроект для обеспечения его прохождения. Однако на деле Палата общин — преобладающая палата парламента, а Сенат лишь очень редко исполняет свои полномочия при противодействии воле демократически избранной палаты. Последним не принятым Сенатом законопроектом был законопроект об ограничении числа выкидышей в 1991, принятый Палатой общин и отклонённый верхней палатой при равенстве голосов.
Полномочия Сената ещё более ограничены положением Конституционного акта 1867, позволяющим генерал-губернатору (с согласия Королевы) назначать до восьми дополнительных сенаторов. Это положение было использовано лишь один раз в 1990, когда по совету премьер-министра Брайана Малруни были назначены восемь дополнительных сенаторов, чтобы обеспечить поддержку верхней палатой Налога на товары и услуги.

## Связь с правительством
Несмотря на то что Палата общин не избирает премьер-министра, она косвенно управляет главой правительства. По существующему соглашению премьер-министр зависит от Палаты общин (и должен обеспечивать себе её доверие). Таким образом, когда должность премьер-министра свободна, генерал-губернатор назначает на неё лицо, наиболее способное привлечь себе поддержку Палаты — обычно это глава значительнейшей в нижней палате партии. Глава второй по значению партии обычно становится лидером официальной оппозиции. К тому же, по неписаному соглашению премьер-министр должен быть депутатом Палаты общин, а не сенатором. Двумя единственными премьер-министрами, происходившими из Сената, были Джон Эббот (1891—1892) и Макензи Боуэлл (1894—1896).
Премьер-министр может оставаться в должности, лишь пока он или она пользуется доверием Палаты общин. Нижняя палата может проявить своё недоверие в отношении правительства, внеся предложение о доверии или проголосовав за вотум недоверия. Законопроекты, составляющие часть правительственного плана, в том числе годовой бюджет, обычно считаются вопросами о доверии. Когда правительство теряет доверие Палаты общин, премьер-министр обязан либо уйти в отставку, либо просить генерал-губернатора распустить парламент, объявляя, таким образом, всеобщие выборы. Генерал-губернатор теоретически может отказаться распустить парламент, вынуждая премьер-министра уйти в отставку. Последний раз генерал-губернатор отказался выполнить прошение о роспуске в 1926.
Исключая случай, когда премьер-министр вынужден просить роспуска после поражения на голосовании о доверии правительству, он имеет право выбирать дату роспуска и всеобщих выборов. Выбранный момент отражает политические соображения, обычно это наиболее подходящий момент для партии премьер-министра. Тем не менее, никакой парламентский мандат не может длиться более пяти лет; по истечении этого периода роспуск является автоматическим. Обычно парламент не выдерживает полного пятилетнего срока; премьер-министр просит роспуска на исходе третьего или четвёртого года работы.
Какая бы ни была причина: истечение пятилетнего срока, выбор премьер-министра или поражение правительства в Палате общин — за роспуском следуют всеобщие выборы. Если партия премьер-министра сохраняет своё большинство в Палате общин, премьер-министр может остаться в должности. И наоборот, если его партия теряет своё большинство, премьер-министр может уйти в отставку или попробовать удержать власть при поддержке других партий. Премьер-министр может уйти в отставку, даже если он или она не проиграла выборы (например, по состоянию здоровья); в таком случае должность премьер-министра достаётся будущему главе его партии.
Палата общин спрашивает правительство посредством «периода вопросов» — ежедневного сорокапятиминутного периода, во время которого депутаты имеют возможность задать вопросы премьер-министру и другим членам кабинета. Вопросы должны быть связаны с официальной правительственной деятельностью соответствующего министра, а не с его деятельностью как главы партии или как частного депутата. Депутаты могут также спрашивать председателей комитетов о работе соответствующих комитетов. Члены каждой партии имеют право на определённое число вопросов, пропорциональное значению кокуса партии в Палате. В дополнение к устным вопросам во время периода вопросов депутаты могут задавать вопросы письменно.
На деле надзор за правительством со стороны Палаты общин очень слабый. Поскольку на выборах применяется мажоритарная система голосования за одного кандидата в один тур, партия власти может получить широкое большинство в Палате общин, часто не прибегая к компромиссу с оппозицией. Однако нередки и правительства меньшинства. Современные канадские политические партии организованы так жёстко, что оставляют относительно мало места для каких-либо независимых действий со стороны их депутатов. Часто депутат может быть исключён из своей партии за голосование вопреки указаниям своего партийного руководителя. Поэтому поражения правительств меньшинства по предложению о доверии очень редки. Либеральное правительство меньшинства Пола Мартина понесло поражение на вотуме недоверия в 2005, но до этого подобное случалось лишь в 1979, когда прогрессивно-консервативное правительство меньшинства Джо Кларка было низвергнуто лишь после шести месяцев нахождения у власти.
Во избежание вотума недоверия в декабре 2008 впервые в канадской политической жизни генерал-губернатор попросила приостановить работу парламента до 26 января 2009, хотя это и предусмотрено Конституцией. Ни один глава правительства до Стивена Харпера никогда не объявлял о подобной приостановке настолько скоро после проведённых выборов. Такое положение является «беспрецедентным в Канаде и, возможно, во всём Содружестве»,— отмечает политолог Нед Фрэнкс через Ассошиэйтед Пресс. «Мы находимся на неизвестной территории»,— утверждает он.

## 42 созыв Палаты общин
Депутаты 42-го созыва были избраны на канадских федеральных выборах 2015, прошедших 19 октября 2015. На дату приведения депутатов 42-го созыва Палаты общин Канады к присяге её состав был следующий:
| Членство | Членство                     | Депутаты |
|          | Либеральная партия           | 184      |
|          | Консервативная партия        | 99       |
|          | Новая демократическая партия | 44       |
|          | Квебекский блок              | 10       |
|          | Зелёная партия               | 1        |
| Итого    | Итого                        | 338      |